# 小峰佳世
小峰 佳世（こみね かよ、1973年6月30日 - ）は、日本の元ヌードモデル。東京都出身。身長:157cm。スリーサイズ:B87・W60・H88。

## 作品

### 写真集
- 「September Love」撮影:岡克己（1991年10月）
- 「おしゃま」撮影:岡克己（1992年1月）
- 「いくつかの場面」撮影:前場輝夫（1993年6月）
- 「SANCTUARY」撮影:斉木弘吉 （1993年7月）

### ビデオ
- 「少女の旋律」
- 「まちぶせ」
- 「デュエット」（沢田奈緒美との共演）

## 雑誌
- オレンジ通信 1992年11月号（表紙）

| スタブアイコン | サブスタブ | この項目は、まだ閲覧者の調べものの参照としては役立たない、人物に関連した書きかけの項目です。この項目を加筆・訂正などしてくださる協力者を求めています（P:人物伝/PJ:人物伝）。 |